# Ђермано Сењановић
Ђермано Сењановић (Сплит, 27. јул 1923 — близина Јесеница, 19. фебруар 1942), учесник Народноослободилачке борбе и народни херој Југославије.

## Биографија
Рођен је 27. јула 1923. године у Сплиту. Као млади трговачки радник, био је члан УРС-ових синдиката. Године 1939, постао је члан Савеза комунистичке омладине Југославије. Учествовао је, 17. децембра, у генералном штрајку сплитских радника поводом убиства комунисте Вицка Буљановића. Због тога је био ухапшен. Године 1940, поновно је био ухапшен, јер је исписивао комунистичке пароле по граду. Крајем исте године, постао је члан Комунистичке партије Југославије, а затим секретар Градског комитета СКОЈ-а у Сплиту.
После капитулације Југославије 1941, постао је члан Градског војног комитета, који је имао задатак да организује оружани устанак. Учествовао је у акцијама сакупљања наоружања и војне опреме, у организовању ударних група у Сплиту и остало. Након избијања устанка, учествовао је у бомбашким акцијама усмерених на италијанске фашисте.
Половином 1941. године, у одсуству је био оптужен због организовања илегалних активности у Сплиту и као организатор диверзија, које су чланови СКОЈ-а вршили против окупаторских снага. Специјални суд га је, заједно са браћом Мрдуљаш и осталим борцима, осудио на смртну казну. Упркос томе, Ђермано је и даље руководио акцијама у Сплиту.
Развојем устанка и борби у Далмацији, добивао је све више одговорних задатака. Средином фебруара 1942. године, у пећини код села Јесенице, присуствовао је састанку војно-политичког руководства Далмације, на коме се расправљало о формирању Мосорског партизанског одреда. Италијански фашисти и усташе из Омиша сазнали су за одржавање састанка, опколили пећину и блокирали улаз. Ђермано је добио задатак да се с још једним борцем пробије из пећине и ослободи улаз. Погинуо је у пробијању излаза, 19. фебруара, осигуравши осталим борцима да се пробију на сигурно.
Указом Президијума Народне скупштине Федеративне Народне Републике Југославије, 24. јула 1952. године, проглашен је за народног хероја. Његово име је носила данашња основна школа „Марјан“ у Сплиту (Вели Варош) у периоду 1970-1992.